# Shedongguan
Shedongguan (kinesiska: 厍东关, 厍东关彝族苗族白族乡) är en socken i Kina. Den ligger i provinsen Guizhou, i den sydvästra delen av landet, omkring 150 kilometer väster om provinshuvudstaden Guiyang.